# 陳加命
陳加命（？—？），河南杞縣人。明朝解元、政治人物。

## 生平
明世宗嘉靖三十四年（1555年），陳加命中式乙卯科河南鄉試第一名舉人（解元）。